# Phase finale de la Ligue Europa 2020-2021
Pour un article plus général, voir Ligue Europa 2020-2021.
Navigation
Phase de groupes Finale
La phase finale de l'édition 2020-2021 de la Ligue Europa démarre le 18 février 2021 avec la phase aller des seizièmes de finale et se termine le 26 mai 2021 avec la finale au Stade Energa de Gdańsk afin de décider du vainqueur de la compétition.
Un total de trente-deux équipes y prend part.

## Calendrier
Tous les tirages au sort ont lieu au quartier général de l'UEFA à Nyon en Suisse.
| Phase                                                  | Tirage au sort                | Date aller                    | Date retour                   | Équipes participantes |
| ------------------------------------------------------ | ----------------------------- | ----------------------------- | ----------------------------- | --------------------- |
| Seizièmes de finale                                    | 14 décembre 2020              | 18 février 2021               | 25 février 2021               | 32 (24 + 8)           |
| Huitièmes de finale                                    | 26 février 2021               | 11 mars 2021                  | 18 mars 2021                  | 16                    |
| Quarts de finale                                       | 19 mars 2021                  | 8 avril 2021                  | 15 avril 2021                 | 8                     |
| Demi-finales                                           | 19 mars 2021                  | 29 avril 2021                 | 6 mai 2021                    | 4                     |
| Finale                                                 | mercredi 26 mai 2021 à Gdańsk | mercredi 26 mai 2021 à Gdańsk | mercredi 26 mai 2021 à Gdańsk | 2                     |
| en italique : clubs repêchés de la Ligue des champions |                               |                               |                               |                       |

Certains matchs peuvent également être joués le mardi ou le mercredi en cas de conflit organisationnel.

## Format
La phase finale concerne trente-deux équipes : vingt-quatre d'entre elles s'étant qualifiées en tant que 1ers ou 2es de chacun des douze groupes lors de la phase de groupes, et les huit autres étant les 3es des groupes de la Ligue des champions.
Lors de la phase finale, chaque confrontation, à l'exception de la finale, se joue sur deux matchs, chaque équipe jouant un match à domicile et à l'extérieur. L'équipe ayant marqué le plus de buts à l'agrégat avance à la phase suivante. Si les deux équipes sont à égalité, la règle des buts marqués à l'extérieur s'applique (l'équipe ayant marqué le plus de buts à l'extérieur sur les deux matchs est qualifiée). Si les buts marqués à l'extérieur ne permettent de départager les deux équipes, trente minutes de prolongations s'ensuivent. La règle des buts marqués à l'extérieur s'applique également lors de cette phase si d'autres buts sont marqués. Si aucun autre but n'est marqué durant les prolongations, le vainqueur est décidé aux tirs au but. Lors de la finale, qui n'est jouée que sur un seul match, si les deux équipes sont à égalité à l'issue du temps réglementaire, les prolongations sont jouées, suivies par les tirs au but si les deux équipes n'ont pu se départager.
La mécanique des tirages au sort pour chaque phase est la suivante :
- Lors du tirage au sort des seizièmes de finale, les douze 1ers des groupes et les meilleurs 3es de la phase de groupe de la Ligue des champions sont têtes de série, les douze 2es et les autres 3es de la Ligue des champions ne sont donc pas têtes de série. Les têtes de série sont opposées aux non-têtes de série, les têtes de série jouant forcément le match retour à l'extérieur. Les équipes du même groupe ou de la même associations ne peuvent être opposées lors de cette phase.
- Lors du tirage au sort des huitièmes de finale, il n'y a pas de tête de série, et les équipes du même groupe ou de la même association ne peuvent être opposées lors de cette phase.

Le 17 juillet 2014, le Panel d'urgence de l’UEFA décide que les clubs ukrainiens et russes ne peuvent être tirés ensemble « jusqu'à nouvel ordre » en raison de la guerre russo-ukrainienne. De ce fait, les clubs ukrainiens et russes ne peuvent être opposés lors d'aucune phase, à l'exception de la finale.

## Équipes qualifiées
Les douze premiers et deuxièmes de la phase de groupes de la Ligue Europa, rejoints par les huit équipes ayant terminé troisièmes de leur groupe en Ligue des champions, participent à la phase finale de la Ligue Europa qui débute par des seizièmes de finale.
Le tirage au sort des seizièmes de finale est organisé de telle sorte que :
- les clubs d'une même association ne peuvent se rencontrer ;
- les membres d'un même groupe ne peuvent se rencontrer ;
- une tête de série est toujours opposée à une non-tête de série ;
- le match retour a lieu au domicile du club tête de série.

Les tirages au sort des tours suivants n'ont aucune restriction.
| Groupe | 1er (tête de série) | 2e (non-tête de série)   |
| ------ | ------------------- | ------------------------ |
| A      | AS Rome             | BSC Young Boys           |
| B      | Arsenal FC          | Molde FK                 |
| C      | Bayer Leverkusen    | Slavia Prague            |
| D      | Rangers FC          | Benfica Lisbonne         |
| E      | PSV Eindhoven       | Grenade CF               |
| F      | SSC Naples          | Real Sociedad            |
| G      | Leicester City      | SC Braga                 |
| H      | AC Milan            | LOSC Lille               |
| I      | Villarreal CF       | Maccabi Tel-Aviv         |
| J      | Tottenham Hotspur   | Royal Antwerp FC         |
| K      | Dinamo Zagreb       | Wolfsberger AC           |
| L      | TSG 1899 Hoffenheim | Étoile rouge de Belgrade |

Classement des troisièmes de poules en Ligue des champions.
Les quatre meilleurs repêchés de Ligue des champions sont têtes de série (en orange), les quatre moins bons repêchés sont non-têtes de série (en jaune). 
| Rang | Équipe                      | Pts | J | G | N | P | Bp | Bc | Diff |
| ---- | --------------------------- | --- | - | - | - | - | -- | -- | ---- |
| 1    | Manchester United (Grp. H)  | 9   | 6 | 3 | 0 | 3 | 15 | 10 | +5   |
| 2    | Club Bruges KV (Grp. F)     | 8   | 6 | 2 | 2 | 2 | 8  | 10 | -2   |
| 3    | Chakhtar Donetsk (Grp. B)   | 8   | 6 | 2 | 2 | 2 | 5  | 12 | -7   |
| 4    | Ajax Amsterdam (Grp. D)     | 7   | 6 | 2 | 1 | 3 | 7  | 7  | 0    |
| 5    | FK Krasnodar (Grp. E)       | 5   | 6 | 1 | 2 | 3 | 6  | 11 | -5   |
| 6    | Red Bull Salzbourg (Grp. A) | 4   | 6 | 1 | 1 | 4 | 10 | 17 | -7   |
| 7    | Dynamo Kiev (Grp. G)        | 4   | 6 | 1 | 1 | 4 | 4  | 13 | -9   |
| 8    | Olympiakos (Grp. C)         | 3   | 6 | 1 | 0 | 5 | 2  | 10 | -8   |

Source : UEFA
Règles de classification : 1- Points ; 2- Différence de buts ; 3- Buts marqués ; 4- Buts marqués à l'extérieur ; 5- Victoires ; 6- Victoires à l'extérieur ; 7- Classement fair-play ; 8- Coefficient de club.

## Seizièmes de finale
Le tirage au sort des seizièmes de finale a lieu le 14 décembre 2020. Les matchs aller sont joués le 18 février et les matchs retour le 25 février 2021.
| Équipe                   | Aller | Total  | Retour | Équipe              |
| ------------------------ | ----- | ------ | ------ | ------------------- |
| Wolfsberger AC           | 1 - 4 | 1 - 8  | 0 - 4  | Tottenham Hotspur   |
| Dynamo Kiev              | 1 - 1 | 2 - 1  | 1 - 0  | Club Bruges KV      |
| Real Sociedad            | 0 - 4 | 0 - 4  | 0 - 0  | Manchester United   |
| Benfica Lisbonne         | 1 - 1 | 3 - 4  | 2 - 3  | Arsenal FC          |
| Étoile rouge de Belgrade | 2 - 2 | 3 - 3e | 1 - 1  | AC Milan            |
| Royal Antwerp FC         | 3 - 4 | 5 - 9  | 2 - 5  | Rangers FC          |
| Slavia Prague            | 0 - 0 | 2 - 0  | 2 - 0  | Leicester City      |
| Red Bull Salzbourg       | 0 - 2 | 1 - 4  | 1 - 2  | Villarreal CF       |
| SC Braga                 | 0 - 2 | 1 - 5  | 1 - 3  | AS Rome             |
| FK Krasnodar             | 2 - 3 | 2 - 4  | 0 - 1  | Dinamo Zagreb       |
| BSC Young Boys           | 4 - 3 | 6 - 3  | 2 - 0  | Bayer Leverkusen    |
| Molde FK                 | 3 - 3 | 5 - 3  | 2 - 0  | TSG 1899 Hoffenheim |
| Grenade CF               | 2 - 0 | 3 - 2  | 1 - 2  | SSC Naples          |
| Maccabi Tel-Aviv         | 0 - 2 | 0 - 3  | 0 - 1  | Chakhtar Donetsk    |
| LOSC Lille               | 1 - 2 | 2 - 4  | 1 - 2  | Ajax Amsterdam      |
| Olympiakos               | 4 - 2 | 5 - 4  | 1 - 2  | PSV Eindhoven       |

| 18 février 2021 | Wolfsberger AC    | 1 - 4   | Tottenham Hotspur                             | Stade Ferenc-Puskás, Budapest                                                |                                                                              |
| 18h55 CET       | Liendl 55e (pen.) | (0 - 3) | 13e Son · 28e Bale · 34e Lucas · 88e Vinícius | Spectateurs : 0 Arbitrage : Ali Palabıyık Arbitre vidéo : Abdulkadir Bitigen | Spectateurs : 0 Arbitrage : Ali Palabıyık Arbitre vidéo : Abdulkadir Bitigen |
| 18h55 CET       | Sprangler 62e     | Rapport | 42e Alli · 54e Sissoko · 86e Højbjerg         | Spectateurs : 0 Arbitrage : Ali Palabıyık Arbitre vidéo : Abdulkadir Bitigen | Spectateurs : 0 Arbitrage : Ali Palabıyık Arbitre vidéo : Abdulkadir Bitigen |

| 24 février 2021 | Tottenham Hotspur                           | 4 - 0   | Wolfsberger AC                   | Tottenham Hotspur Stadium, Londres                                   |                                                                      |
| 18h00 CET       | Alli 11e · Vinícius 50e 83e · Bale 73e      | (1 - 0) |                                  | Spectateurs : 0 Arbitrage : Matej Jug Arbitre vidéo : Marco Di Bello | Spectateurs : 0 Arbitrage : Matej Jug Arbitre vidéo : Marco Di Bello |
| 18h00 CET       | Doherty 36e · Davies 66e · Alderweireld 77e | Rapport | 61e Baumgartner · 63e Wernitznig | Spectateurs : 0 Arbitrage : Matej Jug Arbitre vidéo : Marco Di Bello | Spectateurs : 0 Arbitrage : Matej Jug Arbitre vidéo : Marco Di Bello |

| 18 février 2021 | Dynamo Kiev                      | 1 - 1   | Club Bruges KV | Stade olympique de Kiev, Kiev                                                     |                                                                                   |
| 16h00 CET       | Buyalskyi 62e                    | (0 - 0) | 67e Mechele    | Spectateurs : 3 284 Arbitrage : Mattias Gestranius Arbitre vidéo : Stuart Attwell | Spectateurs : 3 284 Arbitrage : Mattias Gestranius Arbitre vidéo : Stuart Attwell |
| 16h00 CET       | Chaparenko 28e · Mykolenko 90+3e | Rapport | 32e Ricca      | Spectateurs : 3 284 Arbitrage : Mattias Gestranius Arbitre vidéo : Stuart Attwell | Spectateurs : 3 284 Arbitrage : Mattias Gestranius Arbitre vidéo : Stuart Attwell |

| 25 février 2021 | Club Bruges KV     | 0 - 1   | Dynamo Kiev   | Stade Jan-Breydel, Bruges                                                    |                                                                              |
| 21h00 CET       |                    | (0 - 0) | 83e Buyalskyi | Spectateurs : 0 Arbitrage : Srđan Jovanović Arbitre vidéo : Sascha Stegemann | Spectateurs : 0 Arbitrage : Srđan Jovanović Arbitre vidéo : Sascha Stegemann |
| 21h00 CET       | Van den Keybus 19e | Rapport | 49e Besyedin  | Spectateurs : 0 Arbitrage : Srđan Jovanović Arbitre vidéo : Sascha Stegemann | Spectateurs : 0 Arbitrage : Srđan Jovanović Arbitre vidéo : Sascha Stegemann |

| 18 février 2021 | Real Sociedad  | 0 - 4   | Manchester United                            | Juventus Stadium, Turin                                                 |                                                                         |
| 18h55 CET       |                | (0 - 1) | 27e 57e Fernandes · 65e Rashford · 90e James | Spectateurs : 0 Arbitrage : Sandro Schärer Arbitre vidéo : Paolo Valeri | Spectateurs : 0 Arbitrage : Sandro Schärer Arbitre vidéo : Paolo Valeri |
| 18h55 CET       | Le Normand 89e | Rapport | 8e Wan-Bissaka                               | Spectateurs : 0 Arbitrage : Sandro Schärer Arbitre vidéo : Paolo Valeri | Spectateurs : 0 Arbitrage : Sandro Schärer Arbitre vidéo : Paolo Valeri |

| 25 février 2021 | Manchester United                      | 0 - 0   | Real Sociedad | Old Trafford, Manchester                                               |                                                                        |
| 21h00 CET       |                                        |         |               | Spectateurs : 0 Arbitrage : Lawrence Visser Arbitre vidéo : Kevin Blom | Spectateurs : 0 Arbitrage : Lawrence Visser Arbitre vidéo : Kevin Blom |
| 21h00 CET       | Fred 41e · Williams 50e · Lindelöf 65e | Rapport |               | Spectateurs : 0 Arbitrage : Lawrence Visser Arbitre vidéo : Kevin Blom | Spectateurs : 0 Arbitrage : Lawrence Visser Arbitre vidéo : Kevin Blom |

| 18 février 2021 | Benfica Lisbonne | 1 - 1   | Arsenal FC     | Stade olympique de Rome, Rome                                                |                                                                              |
| 21h00 CET       | Pizzi 55e (pen.) | (0 - 0) | 57e Saka       | Spectateurs : 0 Arbitrage : Cüneyt Çakır Arbitre vidéo : Massimiliano Irrati | Spectateurs : 0 Arbitrage : Cüneyt Çakır Arbitre vidéo : Massimiliano Irrati |
| 21h00 CET       |                  | Rapport | 54e Smith-Rowe | Spectateurs : 0 Arbitrage : Cüneyt Çakır Arbitre vidéo : Massimiliano Irrati | Spectateurs : 0 Arbitrage : Cüneyt Çakır Arbitre vidéo : Massimiliano Irrati |

| 25 février 2021 | Arsenal FC                       | 3 - 2   | Benfica Lisbonne          | Stade Karaïskakis, Le Pirée                                              |                                                                          |
| 18h55 CET       | Aubameyang 21e 87e · Tierney 67e | (1 - 1) | 43e Gonçalves · 61e Silva | Spectateurs : 0 Arbitrage : Björn Kuipers Arbitre vidéo : Pol van Boekel | Spectateurs : 0 Arbitrage : Björn Kuipers Arbitre vidéo : Pol van Boekel |
| 18h55 CET       |                                  | Rapport | 5e Taarabt                | Spectateurs : 0 Arbitrage : Björn Kuipers Arbitre vidéo : Pol van Boekel | Spectateurs : 0 Arbitrage : Björn Kuipers Arbitre vidéo : Pol van Boekel |

| 18 février 2021 | Étoile rouge de Belgrade           | 2 - 2   | AC Milan                                   | Stade de l'Étoile rouge, Belgrade                                              |                                                                                |
| 18h55 CET       | Kanga 52e (pen.) · M. Pavkov 90+3e | (0 - 1) | 42e (csc) R. Pankov · 61e (pen.) Hernandez | Spectateurs : 0 Arbitrage : Tasos Sidiropoulos Arbitre vidéo : Bastian Dankert | Spectateurs : 0 Arbitrage : Tasos Sidiropoulos Arbitre vidéo : Bastian Dankert |
| 18h55 CET       | Milunović 54e · Rodić 57e, 77e     | Rapport | 51e Romagnoli · 71e Mandžukić              | Spectateurs : 0 Arbitrage : Tasos Sidiropoulos Arbitre vidéo : Bastian Dankert | Spectateurs : 0 Arbitrage : Tasos Sidiropoulos Arbitre vidéo : Bastian Dankert |

| 25 février 2021 | AC Milan         | 1 - 1   | Étoile rouge de Belgrade     | Stade San Siro, Milan                                                                       |                                                                                             |
| 21h00 CET       | Kessié 9e (pen.) | (1 - 1) | 24e Ben                      | Spectateurs : 0 Arbitrage : Jesús Gil Manzano Arbitre vidéo : Alejandro Hernández Hernández | Spectateurs : 0 Arbitrage : Jesús Gil Manzano Arbitre vidéo : Alejandro Hernández Hernández |
| 21h00 CET       | Ibrahimović 63e  | Rapport | 8e, 70e Gobeljić · 45e Srnić | Spectateurs : 0 Arbitrage : Jesús Gil Manzano Arbitre vidéo : Alejandro Hernández Hernández | Spectateurs : 0 Arbitrage : Jesús Gil Manzano Arbitre vidéo : Alejandro Hernández Hernández |

| 18 février 2021 | Royal Antwerp FC                                  | 3 - 4   | Rangers FC                                           | Bosuilstadion, Anvers                                                   |                                                                         |
| 21h00 CET       | Avenatti 45e · Rafaelov 45+7e (pen.) · Hongla 66e | (2 - 1) | 38e Aribo · 59e (pen.) 90e (pen.) Barišić · 83e Kent | Spectateurs : 0 Arbitrage : Georgi Kabakov Arbitre vidéo : Felix Zwayer | Spectateurs : 0 Arbitrage : Georgi Kabakov Arbitre vidéo : Felix Zwayer |
| 21h00 CET       | De Laet 58e · Seck 63e, 88e                       | Rapport | 44e Barišić · 53e Kent · 84e Arfield                 | Spectateurs : 0 Arbitrage : Georgi Kabakov Arbitre vidéo : Felix Zwayer | Spectateurs : 0 Arbitrage : Georgi Kabakov Arbitre vidéo : Felix Zwayer |

| 25 février 2021 | Rangers FC                                                                      | 5 - 2   | Royal Antwerp FC             | Ibrox Stadium, Glasgow                                                 |                                                                        |
| 18h55 CET       | Morelos 9e · Patterson 46e · Kent 55e · Barišić 79e (pen.) · Itten 90+2e (pen.) | (1 - 1) | 32e Rafaelov · 57e Lamkel Zé | Spectateurs : 0 Arbitrage : Paweł Raczkowski Arbitre vidéo : Paweł Gil | Spectateurs : 0 Arbitrage : Paweł Raczkowski Arbitre vidéo : Paweł Gil |
| 18h55 CET       | Balogun 37e · Kamara 71e                                                        | Rapport | 60e Le Marchand · 72e Hongla | Spectateurs : 0 Arbitrage : Paweł Raczkowski Arbitre vidéo : Paweł Gil | Spectateurs : 0 Arbitrage : Paweł Raczkowski Arbitre vidéo : Paweł Gil |

| 18 février 2021 | Slavia Prague | 0 - 0   | Leicester City                            | Eden Aréna, Prague                                                       |                                                                          |
| 18h55 CET       |               |         |                                           | Spectateurs : 600 Arbitrage : Marco Guida Arbitre vidéo : Marco Di Bello | Spectateurs : 600 Arbitrage : Marco Guida Arbitre vidéo : Marco Di Bello |
| 18h55 CET       | Bořil 27e     | Rapport | 46e Ndidi · 65e Iheanacho · 81e Tielemans | Spectateurs : 600 Arbitrage : Marco Guida Arbitre vidéo : Marco Di Bello | Spectateurs : 600 Arbitrage : Marco Guida Arbitre vidéo : Marco Di Bello |

| 25 février 2021 | Leicester City FC        | 0 - 2   | Slavia Prague                       | King Power Stadium, Leicester                                              |                                                                            |
| 21h00 CET       |                          | (0 - 0) | 49e Provod · 79e Sima               | Spectateurs : 0 Arbitrage : Serdar Gözübüyük Arbitre vidéo : Dennis Higler | Spectateurs : 0 Arbitrage : Serdar Gözübüyük Arbitre vidéo : Dennis Higler |
| 21h00 CET       | Söyüncü 84e · Barnes 88e | Rapport | 73e Zima · 82e Provod · 90+1e Kolář | Spectateurs : 0 Arbitrage : Serdar Gözübüyük Arbitre vidéo : Dennis Higler | Spectateurs : 0 Arbitrage : Serdar Gözübüyük Arbitre vidéo : Dennis Higler |

| 18 février 2021 | Red Bull Salzbourg                                    | 0 - 2   | Villarreal CF          | Red Bull Arena, Salzbourg                                                   |                                                                             |
| 21h00 CET       |                                                       | (0 - 1) | 41e Alcácer · 71e Niño | Spectateurs : 0 Arbitrage : Andris Treimanis Arbitre vidéo : Pol van Boekel | Spectateurs : 0 Arbitrage : Andris Treimanis Arbitre vidéo : Pol van Boekel |
| 21h00 CET       | Kristensen 29e · Solet 40e · Okafor 89e · Ulmer 90+5e | Rapport | 90e Albiol             | Spectateurs : 0 Arbitrage : Andris Treimanis Arbitre vidéo : Pol van Boekel | Spectateurs : 0 Arbitrage : Andris Treimanis Arbitre vidéo : Pol van Boekel |

| 25 février 2021 | Villarreal CF         | 2 - 1   | Red Bull Salzbourg                              | Stade de la Cerámica, Vila-real                                      |                                                                      |
| 18h55 CET       | Moreno 40e 89e (pen.) | (1 - 1) | 17e Berisha                                     | Spectateurs : 0 Arbitrage : Felix Zwayer Arbitre vidéo : Marco Fritz | Spectateurs : 0 Arbitrage : Felix Zwayer Arbitre vidéo : Marco Fritz |
| 18h55 CET       | Costa 69e             | Rapport | 20e Vallci · 53e Mwepu · 55e Daka · 80e Adeyemi | Spectateurs : 0 Arbitrage : Felix Zwayer Arbitre vidéo : Marco Fritz | Spectateurs : 0 Arbitrage : Felix Zwayer Arbitre vidéo : Marco Fritz |

| 18 février 2021 | SC Braga                    | 0 - 2   | AS Rome                | Stade municipal de Braga, Braga                                                 |                                                                                 |
| 18h55 CET       |                             | (0 - 1) | 5e Džeko · 86e Mayoral | Spectateurs : 0 Arbitrage : István Kovács Arbitre vidéo : Juan Martínez Manuera | Spectateurs : 0 Arbitrage : István Kovács Arbitre vidéo : Juan Martínez Manuera |
| 18h55 CET       | Esgaio 32e, 54e · Silva 89e | Rapport | 90+6e Mancini          | Spectateurs : 0 Arbitrage : István Kovács Arbitre vidéo : Juan Martínez Manuera | Spectateurs : 0 Arbitrage : István Kovács Arbitre vidéo : Juan Martínez Manuera |

| 25 février 2021 | AS Rome                               | 3 - 1   | SC Braga            | Stade olympique de Rome, Rome                                             |                                                                           |
| 21h00 CET       | Džeko 24e · Pérez 75e · Mayoral 90+1e | (1 - 0) | 88e (csc) Cristante | Spectateurs : 0 Arbitrage : Andreas Ekberg Arbitre vidéo : Stuart Attwell | Spectateurs : 0 Arbitrage : Andreas Ekberg Arbitre vidéo : Stuart Attwell |
| 21h00 CET       | Veretout 57e                          | Rapport |                     | Spectateurs : 0 Arbitrage : Andreas Ekberg Arbitre vidéo : Stuart Attwell | Spectateurs : 0 Arbitrage : Andreas Ekberg Arbitre vidéo : Stuart Attwell |

| 18 février 2021 | FK Krasnodar            | 2 - 3   | Dinamo Zagreb                   | Stade FK Krasnodar, Krasnodar                                                |                                                                              |
| 18h55 CET       | Berg 28e · Claesson 69e | (1 - 1) | 15e 54e Petković · 75e Atiemwen | Spectateurs : 9 897 Arbitrage : Bartosz Frankowski Arbitre vidéo : Paweł Gil | Spectateurs : 9 897 Arbitrage : Bartosz Frankowski Arbitre vidéo : Paweł Gil |
| 18h55 CET       |                         | Rapport | 90e Franjić                     | Spectateurs : 9 897 Arbitrage : Bartosz Frankowski Arbitre vidéo : Paweł Gil | Spectateurs : 9 897 Arbitrage : Bartosz Frankowski Arbitre vidéo : Paweł Gil |

| 25 février 2021 | Dinamo Zagreb | 1 - 0   | FK Krasnodar | Stade Maksimir, Zagreb                                                          |                                                                                 |
| 21h00 CET       | Oršić 31e     | (1 - 0) |              | Spectateurs : 0 Arbitrage : Halil Umut Meler Arbitre vidéo : Abdulkadir Bitigen | Spectateurs : 0 Arbitrage : Halil Umut Meler Arbitre vidéo : Abdulkadir Bitigen |
| 21h00 CET       | Majer 60e     | Rapport | 42e Vilhena  | Spectateurs : 0 Arbitrage : Halil Umut Meler Arbitre vidéo : Abdulkadir Bitigen | Spectateurs : 0 Arbitrage : Halil Umut Meler Arbitre vidéo : Abdulkadir Bitigen |

| 18 février 2021 | BSC Young Boys                                   | 4 - 3   | Bayer Leverkusen           | Stade du Wankdorf, Berne                                                          |                                                                                   |
| 18h55 CET       | Fassnacht 3e · Siebatcheu 19e 89e · Meschack 44e | (3 - 0) | 49e 52e Schick · 68e Diaby | Spectateurs : 0 Arbitrage : Antonio Mateu Lahoz Arbitre vidéo : Jesús Gil Manzano | Spectateurs : 0 Arbitrage : Antonio Mateu Lahoz Arbitre vidéo : Jesús Gil Manzano |
| 18h55 CET       | Lefort 56e                                       | Rapport | 86e Sinkgraven             | Spectateurs : 0 Arbitrage : Antonio Mateu Lahoz Arbitre vidéo : Jesús Gil Manzano | Spectateurs : 0 Arbitrage : Antonio Mateu Lahoz Arbitre vidéo : Jesús Gil Manzano |

| 25 février 2021 | Bayer Leverkusen | 0 - 2   | BSC Young Boys                 | BayArena, Leverkusen                                                  |                                                                       |
| 21h00 CET       |                  | (0 - 0) | 48e Siebatcheu · 86e Fassnacht | Spectateurs : 0 Arbitrage : Davide Massa Arbitre vidéo : Paolo Valeri | Spectateurs : 0 Arbitrage : Davide Massa Arbitre vidéo : Paolo Valeri |
| 21h00 CET       | Sinkgraven 53e   | Rapport |                                | Spectateurs : 0 Arbitrage : Davide Massa Arbitre vidéo : Paolo Valeri | Spectateurs : 0 Arbitrage : Davide Massa Arbitre vidéo : Paolo Valeri |

| 18 février 2021 | Molde FK                                         | 3 - 3   | TSG 1899 Hoffenheim               | Stade de la Cerámica, Vila-Real                                              |                                                                              |
| 21h00 CET       | Ellingsen 41e · Ulland Andersen 70e · Fofana 74e | (1 - 3) | 8e 28e Dabour · 45+3e Baumgartner | Spectateurs : 0 Arbitrage : Stéphanie Frappart Arbitre vidéo : Benoît Millot | Spectateurs : 0 Arbitrage : Stéphanie Frappart Arbitre vidéo : Benoît Millot |
| 21h00 CET       | Gregersen 63e                                    | Rapport |                                   | Spectateurs : 0 Arbitrage : Stéphanie Frappart Arbitre vidéo : Benoît Millot | Spectateurs : 0 Arbitrage : Stéphanie Frappart Arbitre vidéo : Benoît Millot |

| 25 février 2021 | TSG 1899 Hoffenheim | 0 - 2   | Molde FK                                          | PreZero Arena, Sinsheim                                                     |                                                                             |
| 18h55 CET       |                     | (0 - 1) | 20e 90+5e Ulland Andersen                         | Spectateurs : 0 Arbitrage : Aleksei Kulbakov Arbitre vidéo : Vitali Meshkov | Spectateurs : 0 Arbitrage : Aleksei Kulbakov Arbitre vidéo : Vitali Meshkov |
| 18h55 CET       | Rudy 83e            | Rapport | 73e Linde · 83e Ellingsen · 90+5e Ulland Andersen | Spectateurs : 0 Arbitrage : Aleksei Kulbakov Arbitre vidéo : Vitali Meshkov | Spectateurs : 0 Arbitrage : Aleksei Kulbakov Arbitre vidéo : Vitali Meshkov |

| 18 février 2021 | Grenade CF                                                         | 2 - 0   | SSC Naples                                                                 | Nouveau stade de Los Cármenes, Grenade                                    |                                                                           |
| 21h00 CET       | Herrera 19e · Kenedy 21e                                           | (2 - 0) |                                                                            | Spectateurs : 0 Arbitrage : Sergei Karasev Arbitre vidéo : Vitali Meshkov | Spectateurs : 0 Arbitrage : Sergei Karasev Arbitre vidéo : Vitali Meshkov |
| 21h00 CET       | Foulquier 38e · Silva 77e · Díaz 86e · Eteki 90+2e · Montoro 90+2e | Rapport | 26e Elmas · 27e Di Lorenzo · 80e Insigne · 83e Zieliński · 90+1e Mário Rui | Spectateurs : 0 Arbitrage : Sergei Karasev Arbitre vidéo : Vitali Meshkov | Spectateurs : 0 Arbitrage : Sergei Karasev Arbitre vidéo : Vitali Meshkov |

| 25 février 2021 | SSC Naples                                                                 | 2 - 1   | Grenade CF                                                                       | Stade Diego Armando Maradona, Naples                                         |                                                                              |
| 18h55 CET       | Zieliński 3e · Ruiz 59e                                                    | (1 - 1) | 25e Montoro                                                                      | Spectateurs : 0 Arbitrage : Daniel Siebert Arbitre vidéo : Christian Dingert | Spectateurs : 0 Arbitrage : Daniel Siebert Arbitre vidéo : Christian Dingert |
| 18h55 CET       | Politano 37e · Maksimović 41e · Insigne 42e · Bakayoko 88e · Koulibaly 90e | Rapport | 37e Kenedy · 39e Montoro · 40e Duarte · 55e Germán · 62e Herrera · 90e Foulquier | Spectateurs : 0 Arbitrage : Daniel Siebert Arbitre vidéo : Christian Dingert | Spectateurs : 0 Arbitrage : Daniel Siebert Arbitre vidéo : Christian Dingert |

| 18 février 2021 | Maccabi Tel-Aviv        | 0 - 2   | Chakhtar Donetsk         | Stade Bloomfield, Tel Aviv-Jaffa                                             |                                                                              |
| 21h00 CET       |                         | (0 - 1) | 31e Patrick · 90+3e Tetê | Spectateurs : 0 Arbitrage : François Letexier Arbitre vidéo : Clément Turpin | Spectateurs : 0 Arbitrage : François Letexier Arbitre vidéo : Clément Turpin |
| 21h00 CET       | Glazer 64e · Peretz 83e | Rapport | 41e Marlos · 75e Taison  | Spectateurs : 0 Arbitrage : François Letexier Arbitre vidéo : Clément Turpin | Spectateurs : 0 Arbitrage : François Letexier Arbitre vidéo : Clément Turpin |

| 25 février 2021 | Chakhtar Donetsk  | 1 - 0   | Maccabi Tel-Aviv | Stade olympique de Kiev, Kiev                                                         |                                                                                       |
| 18h55 CET       | Moraes 67e (pen.) | (0 - 0) |                  | Spectateurs : 10 217 Arbitrage : José María Sánchez Arbitre vidéo : Ricardo de Burgos | Spectateurs : 10 217 Arbitrage : José María Sánchez Arbitre vidéo : Ricardo de Burgos |
| 18h55 CET       | Vitão 33e         | Rapport |                  | Spectateurs : 10 217 Arbitrage : José María Sánchez Arbitre vidéo : Ricardo de Burgos | Spectateurs : 10 217 Arbitrage : José María Sánchez Arbitre vidéo : Ricardo de Burgos |

| 18 février 2021 | LOSC Lille                                           | 1 - 2   | Ajax Amsterdam                                       | Stade Pierre-Mauroy, Lille                                            |                                                                       |
| 21h00 CET       | Weah 72e                                             | (0 - 0) | 87e (pen.) Tadić · 89e Brobbey                       | Spectateurs : 0 Arbitrage : Ivan Kružliak Arbitre vidéo : Marco Fritz | Spectateurs : 0 Arbitrage : Ivan Kružliak Arbitre vidéo : Marco Fritz |
| 21h00 CET       | Çelik 17e · Yazıcı 40e · Maignan 88e · Sanches 90+1e | Rapport | 12e Álvarez · 66e Blind · 77e Rensch · 90+6e Brobbey | Spectateurs : 0 Arbitrage : Ivan Kružliak Arbitre vidéo : Marco Fritz | Spectateurs : 0 Arbitrage : Ivan Kružliak Arbitre vidéo : Marco Fritz |

| 25 février 2021 | Ajax Amsterdam           | 2 - 1   | LOSC Lille                            | Johan Cruyff Arena, Amsterdam                                             |                                                                           |
| 18h55 CET       | Klaassen 15e · Neres 88e | (1 - 0) | 78e (pen.) Yazıcı                     | Spectateurs : 0 Arbitrage : William Collum Arbitre vidéo : Chris Kavanagh | Spectateurs : 0 Arbitrage : William Collum Arbitre vidéo : Chris Kavanagh |
| 18h55 CET       | Timber 63e · Neres 85e   | Rapport | 15e Maignan · 59e Djaló · 65e Sanches | Spectateurs : 0 Arbitrage : William Collum Arbitre vidéo : Chris Kavanagh | Spectateurs : 0 Arbitrage : William Collum Arbitre vidéo : Chris Kavanagh |

| 18 février 2021 | Olympiakos                                                  | 4 - 2   | PSV Eindhoven             | Stade Karaïskakis, Le Pirée                                                  |                                                                              |
| 18h55 CET       | Bouchalákis 9e · M'Vila 37e · El-Arabi 45+2e · Masoúras 83e | (3 - 2) | 14e 40e Zahavi            | Spectateurs : 0 Arbitrage : Andreas Ekberg Arbitre vidéo : Christian Dingert | Spectateurs : 0 Arbitrage : Andreas Ekberg Arbitre vidéo : Christian Dingert |
| 18h55 CET       | Reabciuk 57e · Ba 63e · Bruma 63e                           | Rapport | 32e Sangaré · 63e Rosario | Spectateurs : 0 Arbitrage : Andreas Ekberg Arbitre vidéo : Christian Dingert | Spectateurs : 0 Arbitrage : Andreas Ekberg Arbitre vidéo : Christian Dingert |

| 25 février 2021 | PSV Eindhoven      | 2 - 1   | Olympiakos              | Stade Philips, Eindhoven                                                  |                                                                           |
| 21h00 CET       | Zahavi 23e 44e     | (2 - 0) | 88e Hassan              | Spectateurs : 0 Arbitrage : Clément Turpin Arbitre vidéo : Jérôme Brisard | Spectateurs : 0 Arbitrage : Clément Turpin Arbitre vidéo : Jérôme Brisard |
| 21h00 CET       | Max 3e · Malen 84e | Rapport | 51e Masoúras · 79e Lala | Spectateurs : 0 Arbitrage : Clément Turpin Arbitre vidéo : Jérôme Brisard | Spectateurs : 0 Arbitrage : Clément Turpin Arbitre vidéo : Jérôme Brisard |

## Tableau final
|  | Huitièmes de finale | Huitièmes de finale | Huitièmes de finale | Huitièmes de finale |                   |                   | Quarts de finale | Quarts de finale | Quarts de finale | Quarts de finale |  |  | Demi-finales | Demi-finales | Demi-finales | Demi-finales |  |  | Finale                             | Finale | Finale | Finale |
|  |                     |                     |                     |                     |                   |                   |                  |                  |                  |                  |  |  |              |              |              |              |  |  |                                    |        |        |        |
|  |                     |                     |                     |                     |                   |                   |                  |                  |                  |                  |  |  |              |              |              |              |  |  | 26 mai 2021 - Stade Energa, Gdańsk |        |        |        |
|  | Tottenham Hotspur   | Tottenham Hotspur   | 2                   | 0                   |                   |                   |                  |                  |                  |                  |  |  |              |              |              |              |  |  |                                    |        |        |        |
|  | Tottenham Hotspur   | Tottenham Hotspur   | 2                   | 0                   |                   |                   |                  |                  |                  |                  |  |  |              |              |              |              |  |  |                                    |        |        |        |
|  | Dinamo Zagreb       | Dinamo Zagreb       | 0                   | 3ap                 |                   |                   |                  |                  |                  |                  |  |  |              |              |              |              |  |  |                                    |        |        |        |
|  | Dinamo Zagreb       | Dinamo Zagreb       | 0                   | 3ap                 | Dinamo Zagreb     | Dinamo Zagreb     | 0                | 1                |                  |                  |  |  |              |              |              |              |  |  |                                    |        |        |        |
|  |                     |                     |                     |                     | Dinamo Zagreb     | Dinamo Zagreb     | 0                | 1                |                  |                  |  |  |              |              |              |              |  |  |                                    |        |        |        |
|  |                     |                     | Villarreal CF       | Villarreal CF       | 1                 | 2                 |                  |                  |                  |                  |  |  |              |              |              |              |  |  |                                    |        |        |        |
|  | Dynamo Kiev         | Dynamo Kiev         | Villarreal CF       | Villarreal CF       | 1                 | 2                 | 0                | 0                |                  |                  |  |  |              |              |              |              |  |  |                                    |        |        |        |
|  | Dynamo Kiev         | Dynamo Kiev         |                     |                     |                   |                   |                  | 0                |                  |                  |  |  |              |              |              |              |  |  |                                    |        |        |        |
|  | Villarreal CF       | Villarreal CF       | 2                   | 2                   |                   |                   |                  |                  |                  |                  |  |  |              |              |              |              |  |  |                                    |        |        |        |
|  | Villarreal CF       | Villarreal CF       | 2                   | 2                   | Villarreal CF     | Villarreal CF     | 2                | 0                |                  |                  |  |  |              |              |              |              |  |  |                                    |        |        |        |
|  |                     |                     |                     |                     | Villarreal CF     | Villarreal CF     | 2                | 0                |                  |                  |  |  |              |              |              |              |  |  |                                    |        |        |        |
|  |                     |                     | Arsenal FC          | Arsenal FC          | 1                 | 0                 |                  |                  |                  |                  |  |  |              |              |              |              |  |  |                                    |        |        |        |
|  | Olympiakos          | Olympiakos          | Arsenal FC          | Arsenal FC          | 1                 | 0                 | 1                | 1                |                  |                  |  |  |              |              |              |              |  |  |                                    |        |        |        |
|  | Olympiakos          | Olympiakos          |                     |                     |                   |                   |                  | 1                |                  |                  |  |  |              |              |              |              |  |  |                                    |        |        |        |
|  | Arsenal FC          | Arsenal FC          | 3                   | 0                   |                   |                   |                  |                  |                  |                  |  |  |              |              |              |              |  |  |                                    |        |        |        |
|  | Arsenal FC          | Arsenal FC          | 3                   | 0                   | Arsenal FC        | Arsenal FC        | 1                | 4                |                  |                  |  |  |              |              |              |              |  |  |                                    |        |        |        |
|  |                     |                     |                     |                     | Arsenal FC        | Arsenal FC        | 1                | 4                |                  |                  |  |  |              |              |              |              |  |  |                                    |        |        |        |
|  |                     |                     | Slavia Prague       | Slavia Prague       | 1                 | 0                 |                  |                  |                  |                  |  |  |              |              |              |              |  |  |                                    |        |        |        |
|  | Slavia Prague       | Slavia Prague       | Slavia Prague       | Slavia Prague       | 1                 | 0                 | 1                | 2                |                  |                  |  |  |              |              |              |              |  |  |                                    |        |        |        |
|  | Slavia Prague       | Slavia Prague       |                     |                     |                   |                   |                  | 2                |                  |                  |  |  |              |              |              |              |  |  |                                    |        |        |        |
|  | Rangers FC          | Rangers FC          | 1                   | 0                   |                   |                   |                  |                  |                  |                  |  |  |              |              |              |              |  |  |                                    |        |        |        |
|  | Rangers FC          | Rangers FC          | 1                   | 0                   | Villarreal CF     | Villarreal CF     | 1 (11)           | 1 (11)           |                  |                  |  |  |              |              |              |              |  |  |                                    |        |        |        |
|  |                     |                     |                     |                     | Villarreal CF     | Villarreal CF     | 1 (11)           | 1 (11)           |                  |                  |  |  |              |              |              |              |  |  |                                    |        |        |        |
|  |                     |                     | Manchester United   | Manchester United   | 1 (10)            | 1 (10)            |                  |                  |                  |                  |  |  |              |              |              |              |  |  |                                    |        |        |        |
|  | Grenade CF          | Grenade CF          | Manchester United   | Manchester United   | 1 (10)            | 1 (10)            | 2                | 1                |                  |                  |  |  |              |              |              |              |  |  |                                    |        |        |        |
|  | Grenade CF          | Grenade CF          |                     |                     |                   |                   |                  | 1                |                  |                  |  |  |              |              |              |              |  |  |                                    |        |        |        |
|  | Molde FK            | Molde FK            | 0                   | 2                   |                   |                   |                  |                  |                  |                  |  |  |              |              |              |              |  |  |                                    |        |        |        |
|  | Molde FK            | Molde FK            | 0                   | 2                   | Grenade CF        | Grenade CF        | 0                | 0                |                  |                  |  |  |              |              |              |              |  |  |                                    |        |        |        |
|  |                     |                     |                     |                     | Grenade CF        | Grenade CF        | 0                | 0                |                  |                  |  |  |              |              |              |              |  |  |                                    |        |        |        |
|  |                     |                     | Manchester United   | Manchester United   | 2                 | 2                 |                  |                  |                  |                  |  |  |              |              |              |              |  |  |                                    |        |        |        |
|  | Manchester United   | Manchester United   | Manchester United   | Manchester United   | 2                 | 2                 | 1                | 1                |                  |                  |  |  |              |              |              |              |  |  |                                    |        |        |        |
|  | Manchester United   | Manchester United   |                     |                     |                   |                   |                  | 1                |                  |                  |  |  |              |              |              |              |  |  |                                    |        |        |        |
|  | AC Milan            | AC Milan            | 1                   | 0                   |                   |                   |                  |                  |                  |                  |  |  |              |              |              |              |  |  |                                    |        |        |        |
|  | AC Milan            | AC Milan            | 1                   | 0                   | Manchester United | Manchester United | 6                | 2                |                  |                  |  |  |              |              |              |              |  |  |                                    |        |        |        |
|  |                     |                     |                     |                     | Manchester United | Manchester United | 6                | 2                |                  |                  |  |  |              |              |              |              |  |  |                                    |        |        |        |
|  |                     |                     | AS Rome             | AS Rome             | 2                 | 3                 |                  |                  |                  |                  |  |  |              |              |              |              |  |  |                                    |        |        |        |
|  | Ajax Amsterdam      | Ajax Amsterdam      | AS Rome             | AS Rome             | 2                 | 3                 | 3                | 2                |                  |                  |  |  |              |              |              |              |  |  |                                    |        |        |        |
|  | Ajax Amsterdam      | Ajax Amsterdam      |                     |                     |                   |                   |                  | 2                |                  |                  |  |  |              |              |              |              |  |  |                                    |        |        |        |
|  | BSC Young Boys      | BSC Young Boys      | 0                   | 0                   |                   |                   |                  |                  |                  |                  |  |  |              |              |              |              |  |  |                                    |        |        |        |
|  | BSC Young Boys      | BSC Young Boys      | 0                   | 0                   | Ajax Amsterdam    | Ajax Amsterdam    | 1                | 1                |                  |                  |  |  |              |              |              |              |  |  |                                    |        |        |        |
|  |                     |                     |                     |                     | Ajax Amsterdam    | Ajax Amsterdam    | 1                | 1                |                  |                  |  |  |              |              |              |              |  |  |                                    |        |        |        |
|  |                     |                     | AS Rome             | AS Rome             | 2                 | 1                 |                  |                  |                  |                  |  |  |              |              |              |              |  |  |                                    |        |        |        |
|  | AS Rome             | AS Rome             | AS Rome             | AS Rome             | 2                 | 1                 | 3                | 2                |                  |                  |  |  |              |              |              |              |  |  |                                    |        |        |        |
|  | AS Rome             | AS Rome             |                     |                     |                   |                   |                  | 2                |                  |                  |  |  |              |              |              |              |  |  |                                    |        |        |        |
|  | Chakhtar Donetsk    | Chakhtar Donetsk    | 0                   | 1                   |                   |                   |                  |                  |                  |                  |  |  |              |              |              |              |  |  |                                    |        |        |        |
|  | Chakhtar Donetsk    | Chakhtar Donetsk    | 0                   | 1                   |                   |                   |                  |                  |                  |                  |  |  |              |              |              |              |  |  |                                    |        |        |        |
|  |                     |                     |                     |                     |                   |                   |                  |                  |                  |                  |  |  |              |              |              |              |  |  |                                    |        |        |        |

## Huitièmes de finale
Le tirage au sort des huitièmes de finale se déroule le 26 février 2021. Les matchs aller se jouent le 11 mars et les matchs retour le 18 mars 2021.
| Équipe            | Aller | Total | Retour      | Équipe           |
| ----------------- | ----- | ----- | ----------- | ---------------- |
| Ajax Amsterdam    | 3 - 0 | 5 - 0 | 2 - 0       | BSC Young Boys   |
| Dynamo Kiev       | 0 - 2 | 0 - 4 | 0 - 2       | Villarreal CF    |
| AS Rome           | 3 - 0 | 5 - 1 | 2 - 1       | Chakhtar Donetsk |
| Olympiakos        | 1 - 3 | 2 - 3 | 1 - 0       | Arsenal FC       |
| Tottenham Hotspur | 2 - 0 | 2 - 3 | 0 - 3 a. p. | Dinamo Zagreb    |
| Manchester United | 1 - 1 | 2 - 1 | 1 - 0       | AC Milan         |
| Slavia Prague     | 1 - 1 | 3 - 1 | 2 - 0       | Rangers FC       |
| Grenade CF        | 2 - 0 | 3 - 2 | 1 - 2       | Molde FK         |

| 11 mars 2021 | Ajax Amsterdam                           | 3 - 0   | BSC Young Boys                          | Johan Cruyff Arena, Amsterdam                                               |                                                                             |
| 18h55 CET    | Klaassen 62e · Tadić 82e · Brobbey 90+2e | (0 - 0) |                                         | Spectateurs : 0 Arbitrage : Marco Guida Arbitre vidéo : Massimiliano Irrati | Spectateurs : 0 Arbitrage : Marco Guida Arbitre vidéo : Massimiliano Irrati |
| 18h55 CET    | Tagliafico 53e                           | Rapport | 49e Lauper · 64e Aebischer · 78e Sierro | Spectateurs : 0 Arbitrage : Marco Guida Arbitre vidéo : Massimiliano Irrati | Spectateurs : 0 Arbitrage : Marco Guida Arbitre vidéo : Massimiliano Irrati |

| 18 mars 2021 | BSC Young Boys           | 0 - 2   | Ajax Amsterdam              | Stade du Wankdorf, Berne                                                |                                                                         |
| 21h00 CET    |                          | (0 - 1) | 21e Neres · 49e (pen.)Tadić | Spectateurs : 0 Arbitrage : Bobby Madden Arbitre vidéo : Stuart Attwell | Spectateurs : 0 Arbitrage : Bobby Madden Arbitre vidéo : Stuart Attwell |
| 21h00 CET    | Camara 38e · Nsamé 90+4e | Rapport | 74e Rensch                  | Spectateurs : 0 Arbitrage : Bobby Madden Arbitre vidéo : Stuart Attwell | Spectateurs : 0 Arbitrage : Bobby Madden Arbitre vidéo : Stuart Attwell |

| 11 mars 2021 | Dynamo Kiev  | 0 - 2   | Villarreal CF            | Stade olympique de Kiev, Kiev                                                  |                                                                                |
| 18h55 CET    |              | (0 - 1) | 30e Torres · 52e Albiol  | Spectateurs : 12 751 Arbitrage : Michael Oliver Arbitre vidéo : Chris Kavanagh | Spectateurs : 12 751 Arbitrage : Michael Oliver Arbitre vidéo : Chris Kavanagh |
| 18h55 CET    | Sydorchuk 9e | Rapport | 24e Pedraza · 65e Capoue | Spectateurs : 12 751 Arbitrage : Michael Oliver Arbitre vidéo : Chris Kavanagh | Spectateurs : 12 751 Arbitrage : Michael Oliver Arbitre vidéo : Chris Kavanagh |

| 18 mars 2021 | Villarreal CF              | 2 - 0   | Dynamo Kiev | Stade de la Cerámica, Vila-real                                           |                                                                           |
| 21h00 CET    | Moreno 13e 36e             | (2 - 0) |             | Spectateurs : 0 Arbitrage : Andreas Ekberg Arbitre vidéo : Jchem Kamphuis | Spectateurs : 0 Arbitrage : Andreas Ekberg Arbitre vidéo : Jchem Kamphuis |
| 21h00 CET    | Trigueros 17e · Parejo 43e | Rapport |             | Spectateurs : 0 Arbitrage : Andreas Ekberg Arbitre vidéo : Jchem Kamphuis | Spectateurs : 0 Arbitrage : Andreas Ekberg Arbitre vidéo : Jchem Kamphuis |

| 11 mars 2021 | AS Rome                                        | 3 - 0   | Chakhtar Donetsk                      | Stade olympique de Rome, Rome                                               |                                                                             |
| 21h00 CET    | Pellegrini 23e · El Shaarawy 73e · Mancini 77e | (1 - 0) |                                       | Spectateurs : 0 Arbitrage : Artur Soares Dias Arbitre vidéo : João Pinheiro | Spectateurs : 0 Arbitrage : Artur Soares Dias Arbitre vidéo : João Pinheiro |
| 21h00 CET    | Kumbulla 55e · Mancini 83e                     | Rapport | 58e Patrick · 74e Maycon · 75e Taison | Spectateurs : 0 Arbitrage : Artur Soares Dias Arbitre vidéo : João Pinheiro | Spectateurs : 0 Arbitrage : Artur Soares Dias Arbitre vidéo : João Pinheiro |

| 18 mars 2021 | Chakhtar Donetsk          | 1 - 2   | AS Rome                   | Stade olympique de Kiev, Kiev                                                                 |                                                                                               |
| 18h55 CET    | Moraes 59e                | (0 - 0) | 49e 72e Mayoral           | Spectateurs : 0 Arbitrage : Antonio Mateu Lahoz Arbitre vidéo : Alejandro Hernández Hernández | Spectateurs : 0 Arbitrage : Antonio Mateu Lahoz Arbitre vidéo : Alejandro Hernández Hernández |
| 18h55 CET    | Antônio 38e · Patrick 55e | Rapport | 25e Ibañez · 57e Karsdorp | Spectateurs : 0 Arbitrage : Antonio Mateu Lahoz Arbitre vidéo : Alejandro Hernández Hernández | Spectateurs : 0 Arbitrage : Antonio Mateu Lahoz Arbitre vidéo : Alejandro Hernández Hernández |

| 11 mars 2021 | Olympiakos                   | 1 - 3   | Arsenal FC                              | Stade Karaïskakis, Le Pirée                                            |                                                                        |
| 21h00 CET    | El-Arabi 58e                 | (0 - 1) | 34e Ødegaard · 79e Gabriel · 85e Elneny | Spectateurs : 0 Arbitrage : Daniel Siebert Arbitre vidéo : Marco Fritz | Spectateurs : 0 Arbitrage : Daniel Siebert Arbitre vidéo : Marco Fritz |
| 21h00 CET    | M'Vila 22e · Bouchalákis 37e | Rapport | 43e Gabriel                             | Spectateurs : 0 Arbitrage : Daniel Siebert Arbitre vidéo : Marco Fritz | Spectateurs : 0 Arbitrage : Daniel Siebert Arbitre vidéo : Marco Fritz |

| 18 mars 2021 | Arsenal FC                | 0 - 1   | Olympiakos                                | Emirates Stadium, Londres                                                                 |                                                                                           |
| 18h55 CET    |                           | (0 - 0) | 51e El-Arabi                              | Spectateurs : 0 Arbitrage : Carlos del Cerro Grande Arbitre vidéo : Juan Martínez Manuera | Spectateurs : 0 Arbitrage : Carlos del Cerro Grande Arbitre vidéo : Juan Martínez Manuera |
| 18h55 CET    | Xhaka 86e · Tierney 90+2e | Rapport | 35e Androútsos · 73e M'Vila · 82e, 82e Ba | Spectateurs : 0 Arbitrage : Carlos del Cerro Grande Arbitre vidéo : Juan Martínez Manuera | Spectateurs : 0 Arbitrage : Carlos del Cerro Grande Arbitre vidéo : Juan Martínez Manuera |

| 11 mars 2021 | Tottenham Hotspur                       | 2 - 0   | Dinamo Zagreb                            | Tottenham Hotspur Stadium, Londres                                          |                                                                             |
| 18h55 CET    | Kane 25e 70e                            | (1 - 0) |                                          | Spectateurs : 0 Arbitrage : Serdar Gözübüyük Arbitre vidéo : Pol van Boekel | Spectateurs : 0 Arbitrage : Serdar Gözübüyük Arbitre vidéo : Pol van Boekel |
| 18h55 CET    | Dier 45+2e · Sánchez 79e · Højbjerg 85e | Rapport | 69e Ademi · 77e Ivanušec · 88e Ristovski | Spectateurs : 0 Arbitrage : Serdar Gözübüyük Arbitre vidéo : Pol van Boekel | Spectateurs : 0 Arbitrage : Serdar Gözübüyük Arbitre vidéo : Pol van Boekel |

| 18 mars 2021 | Dinamo Zagreb                              | 3 - 0 a. p. | Tottenham Hotspur | Stade Maksimir, Zagreb                                               |                                                                      |
| 21h00 CET    | Oršić 62e 83e 106e                         | (0 - 0)     |                   | Spectateurs : 0 Arbitrage : Davide Massa Arbitre vidéo : Marco Guida | Spectateurs : 0 Arbitrage : Davide Massa Arbitre vidéo : Marco Guida |
| 21h00 CET    | Jakić 32e · Lauritsen 80e · Stojanović 93e | Rapport     | 22e Lamela        | Spectateurs : 0 Arbitrage : Davide Massa Arbitre vidéo : Marco Guida | Spectateurs : 0 Arbitrage : Davide Massa Arbitre vidéo : Marco Guida |

| 11 mars 2021 | Manchester United | 1 - 1   | AC Milan         | Old Trafford, Manchester                                                  |                                                                           |
| 18h55 CET    | Diallo 50e        | (0 - 0) | 90+2e Kjær       | Spectateurs : 0 Arbitrage : Slavko Vinčić Arbitre vidéo : Bastian Dankert | Spectateurs : 0 Arbitrage : Slavko Vinčić Arbitre vidéo : Bastian Dankert |
| 18h55 CET    | McTominay 55e     | Rapport | 19e Saelemaekers | Spectateurs : 0 Arbitrage : Slavko Vinčić Arbitre vidéo : Bastian Dankert | Spectateurs : 0 Arbitrage : Slavko Vinčić Arbitre vidéo : Bastian Dankert |

| 18 mars 2021 | AC Milan                                             | 0 - 1   | Manchester United | Stade San Siro, Milan                                               |                                                                     |
| 21h00 CET    |                                                      | (0 - 0) | 49e Pogba         | Spectateurs : 0 Arbitrage : Felix Brych Arbitre vidéo : Marco Fritz | Spectateurs : 0 Arbitrage : Felix Brych Arbitre vidéo : Marco Fritz |
| 21h00 CET    | Kalulu 65e · Dialot 77e · Kjær 85e · Hernandez 90+5e | Rapport | 90+3e Shaw        | Spectateurs : 0 Arbitrage : Felix Brych Arbitre vidéo : Marco Fritz | Spectateurs : 0 Arbitrage : Felix Brych Arbitre vidéo : Marco Fritz |

| 11 mars 2021 | Slavia Prague | 1 - 1   | Rangers FC              | Eden Aréna, Prague                                                          |                                                                             |
| 18h55 CET    | Stanciu 7e    | (1 - 1) | 36e Helander            | Spectateurs : 300 Arbitrage : Ovidiu Hațegan Arbitre vidéo : Marco Di Bello | Spectateurs : 300 Arbitrage : Ovidiu Hațegan Arbitre vidéo : Marco Di Bello |
| 18h55 CET    | Zima 56e      | Rapport | 29e Barišić · 54e Davis | Spectateurs : 300 Arbitrage : Ovidiu Hațegan Arbitre vidéo : Marco Di Bello | Spectateurs : 300 Arbitrage : Ovidiu Hațegan Arbitre vidéo : Marco Di Bello |

| 18 mars 2021 | Rangers FC                                                          | 0 - 2   | Slavia Prague                      | Ibrox Stadium, Glasgow                                                     |                                                                            |
| 21h00 CET    |                                                                     | (0 - 1) | 14e Olayinka · 74e Stanciu         | Spectateurs : 0 Arbitrage : Orel Grinfeld Arbitre vidéo : Roi Reinshreiber | Spectateurs : 0 Arbitrage : Orel Grinfeld Arbitre vidéo : Roi Reinshreiber |
| 21h00 CET    | Balogun 18e, 73e · Kamara 39e · Roofe 62e · Aribo 87e · Goldson 89e | Rapport | 35e Dorley · 56e Deli · 89e Kúdela | Spectateurs : 0 Arbitrage : Orel Grinfeld Arbitre vidéo : Roi Reinshreiber | Spectateurs : 0 Arbitrage : Orel Grinfeld Arbitre vidéo : Roi Reinshreiber |

| 11 mars 2021 | Grenade CF               | 2 - 0   | Molde FK                                                       | Nouveau stade de Los Cármenes, Grenade                                 |                                                                        |
| 21h00 CET    | Molina 26e · Soldado 76e | (1 - 0) |                                                                | Spectateurs : 0 Arbitrage : Paweł Raczkowski Arbitre vidéo : Paweł Gil | Spectateurs : 0 Arbitrage : Paweł Raczkowski Arbitre vidéo : Paweł Gil |
| 21h00 CET    | Eteki 33e                | Rapport | 48e Sigurðarson · 57e Hestad · 68e, 71e Ellingsen · 90e Eikrem | Spectateurs : 0 Arbitrage : Paweł Raczkowski Arbitre vidéo : Paweł Gil | Spectateurs : 0 Arbitrage : Paweł Raczkowski Arbitre vidéo : Paweł Gil |

| 18 mars 2021 | Molde FK                              | 2 - 1   | Grenade CF  | Stade Ferenc-Puskás, Budapest                                               |                                                                             |
| 18h55 CET    | Vallejo 29e (csc) · Hestad 90e (pen.) | (1 - 0) | 72e Soldado | Spectateurs : 0 Arbitrage : Srđan Jovanović Arbitre vidéo : Bastian Dankert | Spectateurs : 0 Arbitrage : Srđan Jovanović Arbitre vidéo : Bastian Dankert |
| 18h55 CET    | Risa 62e                              | Rapport | 7e Díaz     | Spectateurs : 0 Arbitrage : Srđan Jovanović Arbitre vidéo : Bastian Dankert | Spectateurs : 0 Arbitrage : Srđan Jovanović Arbitre vidéo : Bastian Dankert |

## Quarts de finale
Le tirage au sort des quarts de finale se déroule le 19 mars 2021. Les matchs aller se jouent le 8 avril et les matchs retour le 15 avril 2021.
| Équipe         | Aller | Total | Retour | Équipe            |
| -------------- | ----- | ----- | ------ | ----------------- |
| Grenade CF     | 0 - 2 | 0 - 4 | 0 - 2  | Manchester United |
| Arsenal FC     | 1 - 1 | 5 - 1 | 4 - 0  | Slavia Prague     |
| Ajax Amsterdam | 1 - 2 | 2 - 3 | 1 - 1  | AS Rome           |
| Dinamo Zagreb  | 0 - 1 | 1 - 3 | 1 - 2  | Villarreal CF     |

| 8 avril 2021 | Grenade CF             | 0 - 2   | Manchester United                                             | Nouveau stade de Los Cármenes, Grenade                                      |                                                                             |
| 21h00 CET    |                        | (0 - 1) | 31e Rashford · 90e (pen.) Fernandes                           | Spectateurs : 0 Arbitrage : Artur Soares Dias Arbitre vidéo : João Pinheiro | Spectateurs : 0 Arbitrage : Artur Soares Dias Arbitre vidéo : João Pinheiro |
| 21h00 CET    | Duarte 51e · Eteki 89e | Rapport | 8e Pogba · 40e McTominay · 43e Shaw · 72e Maguire · 84e Matić | Spectateurs : 0 Arbitrage : Artur Soares Dias Arbitre vidéo : João Pinheiro | Spectateurs : 0 Arbitrage : Artur Soares Dias Arbitre vidéo : João Pinheiro |

| 15 avril 2021 | Manchester United             | 2 - 0   | Grenade CF                           | Old Trafford, Manchester                                                  |                                                                           |
| 21h00 CET     | Cavani 6e · Vallejo 90e (csc) | (1 - 0) |                                      | Spectateurs : 0 Arbitrage : István Kovács Arbitre vidéo : Bastian Dankert | Spectateurs : 0 Arbitrage : István Kovács Arbitre vidéo : Bastian Dankert |
| 21h00 CET     | Pogba 17e                     | Rapport | 20e Soldado · 61e Sánchez · 74e Neva | Spectateurs : 0 Arbitrage : István Kovács Arbitre vidéo : Bastian Dankert | Spectateurs : 0 Arbitrage : István Kovács Arbitre vidéo : Bastian Dankert |

| 8 avril 2021 | Arsenal FC | 1 - 1   | Slavia Prague | Emirates Stadium, Londres                                                        |                                                                                  |
| 21h00 CET    | Pépé 86e   | (0 - 0) | 90+4e Holeš   | Spectateurs : 0 Arbitrage : Andreas Ekberg Arbitre vidéo : Juan Martínez Munuera | Spectateurs : 0 Arbitrage : Andreas Ekberg Arbitre vidéo : Juan Martínez Munuera |
| 21h00 CET    |            | Rapport | 48e Zima      | Spectateurs : 0 Arbitrage : Andreas Ekberg Arbitre vidéo : Juan Martínez Munuera | Spectateurs : 0 Arbitrage : Andreas Ekberg Arbitre vidéo : Juan Martínez Munuera |

| 15 avril 2021 | Slavia Prague              | 0 - 4   | Arsenal FC                                     | Eden Aréna, Prague                                                            |                                                                               |
| 21h00 CET     |                            | (0 - 3) | 18e Pépé · 21e (pen.) 77e Lacazette · 24e Saka | Spectateurs : 750 Arbitrage : Cüneyt Çakır Arbitre vidéo : Abdulkadir Bitigen | Spectateurs : 750 Arbitrage : Cüneyt Çakır Arbitre vidéo : Abdulkadir Bitigen |
| 21h00 CET     | Hromada 20e · Olayinka 63e | Rapport | 82e Martinelli                                 | Spectateurs : 750 Arbitrage : Cüneyt Çakır Arbitre vidéo : Abdulkadir Bitigen | Spectateurs : 750 Arbitrage : Cüneyt Çakır Arbitre vidéo : Abdulkadir Bitigen |

| 8 avril 2021 | Ajax Amsterdam            | 1 - 2   | AS Rome                                     | Johan Cruyff Arena, Amsterdam                                             |                                                                           |
| 21h00 CET    | Klaassen 39e              | (1 - 0) | 57e Pellegrini · 87e Ibañez                 | Spectateurs : 0 Arbitrage : Sergei Karasev Arbitre vidéo : Vitali Meshkov | Spectateurs : 0 Arbitrage : Sergei Karasev Arbitre vidéo : Vitali Meshkov |
| 21h00 CET    | Rensch 71e · Martínez 86e | Rapport | 78e Peres · 90e Cristante · 90+4e Calafiori | Spectateurs : 0 Arbitrage : Sergei Karasev Arbitre vidéo : Vitali Meshkov | Spectateurs : 0 Arbitrage : Sergei Karasev Arbitre vidéo : Vitali Meshkov |

| 15 avril 2021 | AS Rome                                                             | 1 - 1   | Ajax Amsterdam                  | Stade olympique de Rome, Rome                                             |                                                                           |
| 21h00 CET     | Džeko 72e                                                           | (0 - 0) | 49e Brobbey                     | Spectateurs : 0 Arbitrage : Anthony Taylor Arbitre vidéo : Stuart Attwell | Spectateurs : 0 Arbitrage : Anthony Taylor Arbitre vidéo : Stuart Attwell |
| 21h00 CET     | Ibañez 43e · Veretout 67e · Mancini 68e · Džeko 79e · Cristante 86e | Rapport | 89e Tagliafico · 90+2e Martínez | Spectateurs : 0 Arbitrage : Anthony Taylor Arbitre vidéo : Stuart Attwell | Spectateurs : 0 Arbitrage : Anthony Taylor Arbitre vidéo : Stuart Attwell |

| 8 avril 2021 | Dinamo Zagreb | 0 - 1   | Villarreal CF     | Stade Maksimir, Zagreb                                                       |                                                                              |
| 21h00 CET    |               | (0 - 1) | 44e (pen.) Moreno | Spectateurs : 0 Arbitrage : Daniel Siebert Arbitre vidéo : Christian Dingert | Spectateurs : 0 Arbitrage : Daniel Siebert Arbitre vidéo : Christian Dingert |
| 21h00 CET    |               | Rapport | 76e Moreno        | Spectateurs : 0 Arbitrage : Daniel Siebert Arbitre vidéo : Christian Dingert | Spectateurs : 0 Arbitrage : Daniel Siebert Arbitre vidéo : Christian Dingert |

| 15 avril 2021 | Villarreal CF            | 2 - 1   | Dinamo Zagreb | Stade de la Cerámica, Vila-real                                       |                                                                       |
| 21h00 CET     | Alcácer 36e · Moreno 43e | (2 - 0) | 74e Oršić     | Spectateurs : 0 Arbitrage : Danny Makkelie Arbitre vidéo : Kevin Blom | Spectateurs : 0 Arbitrage : Danny Makkelie Arbitre vidéo : Kevin Blom |
| 21h00 CET     | Trigueros 60e            | Rapport | 40e Jakić     | Spectateurs : 0 Arbitrage : Danny Makkelie Arbitre vidéo : Kevin Blom | Spectateurs : 0 Arbitrage : Danny Makkelie Arbitre vidéo : Kevin Blom |

## Demi-finales
Le tirage au sort des demi-finales se déroule le 19 mars 2021. Les matchs aller se jouent le 29 avril et les matchs retour le 6 mai 2021.
| Équipe            | Aller | Total | Retour | Équipe     |
| ----------------- | ----- | ----- | ------ | ---------- |
| Villarreal CF     | 2 - 1 | 2 - 1 | 0 - 0  | Arsenal FC |
| Manchester United | 6 - 2 | 8 - 5 | 2 - 3  | AS Rome    |

| 29 avril 2021 | Villarreal CF                | 2 - 1   | Arsenal FC                                      | Stade de la Cerámica, Vila-real                                             |                                                                             |
| 21h00 CET     | Trigueros 5e · Albiol 29e    | (2 - 0) | 73e (pen.) Pépé                                 | Spectateurs : 0 Arbitrage : Artur Soares Dias Arbitre vidéo : João Pinheiro | Spectateurs : 0 Arbitrage : Artur Soares Dias Arbitre vidéo : João Pinheiro |
| 21h00 CET     | Torres 37e · Capoue 68e, 80e | Rapport | 44e, 57e Ceballos · 58e Partey · 90e Aubameyang | Spectateurs : 0 Arbitrage : Artur Soares Dias Arbitre vidéo : João Pinheiro | Spectateurs : 0 Arbitrage : Artur Soares Dias Arbitre vidéo : João Pinheiro |

| 6 mai 2021 | Arsenal FC    | 0 - 0   | Villarreal CF | Emirates Stadium, Londres                                                 |                                                                           |
| 21h00 CET  |               | (0 - 0) |               | Spectateurs : 0 Arbitrage : Slavko Vinčić Arbitre vidéo : Bastian Dankert | Spectateurs : 0 Arbitrage : Slavko Vinčić Arbitre vidéo : Bastian Dankert |
| 21h00 CET  | Nketiah 90+2e | Rapport | 86e Pino      | Spectateurs : 0 Arbitrage : Slavko Vinčić Arbitre vidéo : Bastian Dankert | Spectateurs : 0 Arbitrage : Slavko Vinčić Arbitre vidéo : Bastian Dankert |

| 29 avril 2021 | Manchester United                                                    | 6 - 2   | AS Rome                           | Old Trafford, Manchester                                                                          |                                                                                                   |
| 21h00 CET     | Fernandes 9e 71e (pen.) · Cavani 48e 64e · Pogba 75e · Greenwood 86e | (1 - 2) | 15e (pen.) Pellegrini · 34e Džeko | Spectateurs : 0 Arbitrage : Carlos del Cerro Grande Arbitre vidéo : Alejandro Hernández Hernández | Spectateurs : 0 Arbitrage : Carlos del Cerro Grande Arbitre vidéo : Alejandro Hernández Hernández |
| 21h00 CET     | Pogba 51e                                                            | Rapport | 50e Villar · 61e Smalling         | Spectateurs : 0 Arbitrage : Carlos del Cerro Grande Arbitre vidéo : Alejandro Hernández Hernández | Spectateurs : 0 Arbitrage : Carlos del Cerro Grande Arbitre vidéo : Alejandro Hernández Hernández |

| 6 mai 2021 | AS Rome                                  | 3 - 2   | Manchester United                                        | Stade olympique de Rome, Rome                                       |                                                                     |
| 21h00 CET  | Džeko 57e · Cristante 60e · Zalewski 83e | (0 - 1) | 39e 69e Cavani                                           | Spectateurs : 0 Arbitrage : Felix Brych Arbitre vidéo : Marco Fritz | Spectateurs : 0 Arbitrage : Felix Brych Arbitre vidéo : Marco Fritz |
| 21h00 CET  | Karsdorp 72e · Cristante 84e             | Rapport | 18e Wan-Bissaka · 58e Fred · 72e Cavani · 90+2e Williams | Spectateurs : 0 Arbitrage : Felix Brych Arbitre vidéo : Marco Fritz | Spectateurs : 0 Arbitrage : Felix Brych Arbitre vidéo : Marco Fritz |

## Finale
| 26 mai 2021 | Villarreal CF                                                                                         | 1 - 1                 | Manchester United                                                                                  | Stade Energa, Gdańsk                                                             |                                                                                  |
| 21h00 CEST  | G. Moreno 29e                                                                                         | (1 - 0, 1 - 1, 1 - 1) | 55e Cavani                                                                                         | Spectateurs : 9 412 Arbitrage : Clément Turpin Arbitre vidéo : François Letexier | Spectateurs : 9 412 Arbitrage : Clément Turpin Arbitre vidéo : François Letexier |
| 21h00 CEST  | Capoue 54e · Foyth 85e                                                                                | Rapport               | 82e Bailly · 113e Cavani ·                                                                         | Spectateurs : 9 412 Arbitrage : Clément Turpin Arbitre vidéo : François Letexier | Spectateurs : 9 412 Arbitrage : Clément Turpin Arbitre vidéo : François Letexier |
| 21h00 CEST  | G. Moreno · Raba · Alcácer · A. Moreno · Parejo · Gómez · Albiol · Coquelin · Gaspar · Torres · Rulli | Tirs au but 11 - 10   | Mata · Telles · Fernandes · Rashford · Cavani · Fred · James · Shaw · Tuanzebe · Lindelöf · de Gea | Spectateurs : 9 412 Arbitrage : Clément Turpin Arbitre vidéo : François Letexier | Spectateurs : 9 412 Arbitrage : Clément Turpin Arbitre vidéo : François Letexier |